# Ovis nivicola
La oveja de las nieves (Ovis nivicola) es una especie de mamífero artiodáctilo de la familia Bovidae endémica del noreste de Siberia. Vive primariamente en las montañas Putoran y en la costa siberiana del océano Pacífico.

## Subespecies
Se reconocen cuatro subespecies de Ovis nivicola.
- Ovis nivicola nivicola Eschscholtz, 1829 - oveja de las nieves de Kamchatka.
- Ovis nivicola borealis Severtzov, 1872 - oveja de las nieves de Putoran.
- Ovis nivicola kodarensis Medvedev, 1994 - oveja de las nieves de Kodar.
- Ovis nivicola koriakorum Chernyavskii, 1962 - oveja de las nieves de Koryak.

Antiguamente se aceptaban también la oveja de las nieves de Khotsk (Ovis nivicola alleni) y la oveja de las nieves de Yakutia (Ovis nivicola lydekkeri).

## Características
La oveja de las nieves tiene una longitud entre 140 y 160 cm y una altura de 95 a 112 cm; la cola mide 10 cm. El pelaje es marrón grisáceo acentuados por un pequeño parche de luz pelo en los glúteos. El choro de abrigo de invierno es color lechoso y café. Los frentes de las patas son marrón chocolate negro, mientras que los bordes traseros pueden tener marcas blanquecinas. Una banda oscura, que se ejecuta a través de la nariz entre los ojos y la boca, contrasta mucho con el blanco brillante tribuna.
Las orejas son pequeñas y de color gris oscuro. Los cuernos, que se encuentran en ambos sexos, son mucho más suaves que las de los relacionados con el Bighorn ovejas, con hasta un 35 % menos de la bocina de fondo. Crecimiento de 89 cm de largo en los machos, los cuernos riza hacia atrás, hacia abajo, hacia arriba y alrededor de los oídos, corkscrewing hacia el exterior en los hombres de edad como los cuernos comenzar su segunda revolución. Mientras que la base de los cuernos de un macho puede ser hasta 38 cm de circunferencia. En las hembras son mucho más delgados y más cortos, curvándose hacia atrás en un sable, como la moda.
El período de gestación es de 8,5 meses; el destete se produce a los 4-6 meses. Viven unos 9 años.

## Hábitat
Praderas alpinas con terrenos rocosos, en el noreste de Rusia.
La oveja de la nieve está adaptada a la montaña. Extremadamente ágil y ligera, es capaz de actuar con rapidez en terrenos irregulares y empinados.Dentro de los rebaños de licenciatura, la jerarquía de dominancia está determinada principalmente por el tamaño de los cuernos. Estas jerarquías siguen siendo relativamente estables, aun en la temporada de cría, cuando los grandes machos disputan para obtener derechos de apareamiento. Sin embargo, si dos machos tienen aproximadamente el mismo tamaño de cuernos, el dominante/subordinado se decide en combate. Se posicionan uno frente a otro a cierta distancia y corren con la cabeza baja hasta chocar sus cuernos para tratar de derribar a su rival.